# Prabuty Góry
Prabuty Góry – przystanek osobowy Polskich Kolei Państwowych obsługiwany przez Koleje Mazowieckie, znajdujący się we wsi Prabuty, w powiecie wyszkowskim, w gminie Długosiodło. Jedynym obiektem znajdującym się przy przystanku jest murowana wiata.

## Ruch pasażerski
| Rok  | Wymiana pasażerska na dobę |
| ---- | -------------------------- |
| 2017 | 10-19                      |
| 2022 | 20-49                      |